# Kocelovice
Kocelovice falu és önkormányzat (obec) Csehország Dél-csehországi kerületének Strakonicei járásában. Területe 9,33 km², lakosainak száma 173 (2008. 12. 31). A falu Strakonicétől mintegy 24 km-re északra, České Budějovicétől 73 km-re északnyugatra, és Prágától 81 km-re délnyugatra fekszik.
A település első írásos említése 1352-ből származik.

## Látnivalók
- Szent Bertalan templom
- Feltárt szláv temetkezési helyek (mohyla)[2]

## Népesség
A település népessége az elmúlt években az alábbi módon változott:
| Lakosok száma | 530  | 516  | 472  | 333  | 244  | 161  | 151  | 147  | 140  | 158  |
|               | 1869 | 1900 | 1921 | 1961 | 1980 | 2011 | 2016 | 2019 | 2021 | 2024 |